# Дзержинская (станция)
Дзержи́нская — бывшая конечная станция тупиковой линии Люберцы — Дзержинская. Основана в 1946 году. Находилась рядом с Советской улицей (ныне — Улицей Академика Жукова). Существовало пригородное движение электропоездов от бывшей станции Панки Рязанского направления.
Платформа была западнее переезда. В 1989 году платформа станции была перенесена в другое место — восточнее переезда, в связи со строительством ГСК «Лидер» на прежнем месте существования платформы.
27 января 1997 года пассажирское движение по ветке Панки — Дзержинская было прекращено. Впоследствии, в течение нескольких лет, платформа была разобрана. Дзержинская перестала быть станцией общего пользования РЖД: она стала частью подъездных путей от станции Яничкино, ставшей конечной линии.
В Дзержинском есть грузовая станция для ФЦДТ «Союз» и некоторых предприятий, находящихся на его территории — только до этой грузовой станции было и есть нестабильное движение.